# 馬帝·馬柯能
馬帝·馬柯能（芬蘭語：Matti Makkonen，1952年4月16日—2015年6月26日），生於芬蘭苏奥穆斯萨尔米，工程師與發明家，在行動電話領域有許多創新發明，主導了簡訊的研發。

## 生平
1976年，畢業於奥卢大学，之後進入芬蘭電信和郵政機構（Telecoms and Postal agency，TPL，TeliaSonera前身之一）擔任系統工程師，負責開發北歐移動電話（Nordic Mobile Telephone）無線通訊系統。
馬柯能於2015年6月26日病逝，享年63歲。